# Françoise Spira
Françoise Spira, pseudònim de Françoise Parel (París, 7 de desembre de 1928-Neauphle-le-Château, 4 de gener de 1965) va ser una actriu i directora teatral francesa.
Spira va començar la seva carrera teatral en el Festival d'Avinyó, on la va dirigir Jean Vilar. Vilar la incorporaria posteriorment a la companyia del Teatre Nacional Popular. En aquesta interpretaria el paper de Jimena en El Cid, de Corneille.
En el Teatre Hébertot va ser elogiada per la seva actuació en Miracle a Alabama, de Gibson.
Va assumir l'adreça del Théâtre Vivant, esforçant-se a representar un repertori més cosmopolita, com Lulú, de Wedekind; La Bête dans la Jungle, adaptació d'una obra d'Henry James; o El Vicari, de Rolf Hochhuth.
També va intervenir en algunes pel·lícules, entre elles Zwei Mütter i L'any passat en Marienbad, i sèries de televisió.